# Astronium mirandae
Astronium mirandae är en sumakväxtart som beskrevs av Fred Alexander Barkley. Astronium mirandae ingår i släktet Astronium och familjen sumakväxter. Inga underarter finns listade i Catalogue of Life.